# Middenschool (Nederland)
De middenschool was een Nederlandse experimentele onderwijsvorm uit de jaren '60 en '70 voorafgaand aan het voortgezet onderwijs. Hoewel de middenschool een ander doel had,  bouwde dit onderwijs in de praktijk voort op de al eind jaren 1950 ontwikkelde determineerscholen, die met de invoering van de Wet op het voortgezet onderwijs (de zogenaamde Mammoetwet) in 1968 werden afgeschaft.
De middenschool had tot doel het standenonderwijs te doorbreken. Leerlingen doorliepen in de eerste drie jaar hetzelfde onderwijsprogramma, los van hun achtergrond of capaciteit. De middenschool werd ingevoerd door onderwijsminister Jos van Kemenade, maar is nooit echt van de grond gekomen. Het eerste advies inzake het innovatieplan middenschool werd op 19 februari 1974 gepubliceerd. Op 20 december 1977 heeft de Innovatiecommissie Middenschool haar 11e Advies uitgebracht. De Groningse Leon van Gelder middenschool in de wijk Vinkhuizen bestaat sinds 1979. De toenmalige wethouder Jacques Wallage was een fervent voorstander. Door de Wet op de Basisvorming in 1992 kwam de middenschool evenwel tussen wal en schip terecht, omdat die alleen mocht voortbestaan als vbo/mavo en dat was zeer in strijd met de principes van brede vorming en uitstel van studiekeuze. Door een fusie met het Kamerlingh Onnes- en Reitdiep College bleef de middenschool behouden. 
Om de overstap van de basisschool naar de middelbare school te vergemakkelijken werd in 2012 een Tiener College gestart in Gorinchem, een schoolconcept dat het idee van de middenschool herneemt. Leerlingen van 10 tot 14 jaar krijgen op deze tienerschool lesstof in doorlopende leerlijnen aangeboden. In het schooljaar 2017-2018 telde Nederland zes tienerscholen en het schooljaar nadien twaalf.